# Kẹo dồi
Kẹo dồi là một loại kẹo đặc sản có nguồn gốc từ miền Bắc Việt Nam, đặc trưng bởi lớp vỏ màu trắng đục bên ngoài, phần nhân gồm những hạt lạc bên trong.

## Chế biến
- Phần nhân: hỗn hợp đậu phộng, vani, mạch nha, đường được trộn đều, có màu vàng óng giống mật ong.

- Phần vỏ: Nấu mạch nha và đường đến độ keo nhất định, không quá lỏng hoặc quá đặc. Quật phần mạch nha được nấu vào một chiếc cột đến khi dẻo quẹo, nặn thành khối hình trụ có màu trắng đục. Có thể sử dụng "máy vật bột" để làm vỏ kẹo.

- Bước cuối là dàn lớp vỏ kẹo mỏng, cho phần nhân đã làm vào giữa. Cuộn phần vỏ và nhân lại với nhau thành hình trụ dài, chờ kẹo nguội thì cắt thành những khoanh kẹo.[1]

## Đặc điểm
Cái tên kẹo dồi là có nguồn gốc từ hình dáng của nó gần giống với món dồi một món ăn phổ biến tại miền Bắc nên được gọi là kẹo dồi.